# Смирнов, Дмитрий Михайлович (футболист)
Дми́трий Миха́йлович Смирно́в (эст. Dmitri Smirnov; 10 сентября 1989, Кохтла-Ярве, Эстонская ССР, СССР) — эстонский футболист, играл на позиции полузащитника и защитника. Сейчас занимает должность тренера в футбольном клубе «Феникс».

## Карьера

### Клубная
Играть в футбол Дмитрий Смирнов начал в городе Йыхви, где выступал за местные клубы «Алко» и «Лоотус». А карьеру во взрослом футболе начал в 2005 году за команды «Алко» (Кохтла-Ярве) и «Алко» (Йыхви). В высшей лиге Эстонии дебютировал 18 августа 2007 года за команду «Нарва-Транс». В период с 2007 по 2008 год играл за основную команду и дубль «Нарва-Транс». В августе 2008 года перешёл в силламяэский клуб «Калев», за который сыграл до конца 2009 года всего 8 игр. С 2010 по 2012 год играл за команду «Лоотус» из Кохтла-Ярве. В 2013 году перешёл в йыхвиский «Локомотив», за который выступал до конца 2016 года. В 2015 году йыхвиский клуб был дублем команды «Нарва-Транс» и Дмитрий Смирнов тогда играл за обе команды. С 2017 по 2018 год играл за команду «Ярве» из Кохтла-Ярве, а в конце 2018 года завершил карьеру игрока.

### В сборной
11 февраля 2009 года дебютировал за сборную Эстонии U21 в игре против Сборной Финляндии.

### Тренера
С 2020 по февраль 2022 года был тренером в детском футбольном клубе «Ноова». С марта 2022 года стал детским тренером в футбольном клубе «Феникс». На тот момент имел тренерскую лицензию EJL D.

## Достижения

### Командные
- Серебряный призёр Чемпионата Эстонии (1): 2009
- Бронзовый призёр Чемпионата Эстонии (1): 2008
- Обладатель Суперкубка Эстонии (1): 2007[10]
- Серебряный призёр Первой лиги Эстонии (1): 2013
- Бронзовый призёр Первой лиги Б Эстонии (1): 2018